# いのちの島
いのちの島（いのちのしま）は、2009年11月23日にTBS系列で『パナソニックドラマスペシャル』として放送された単発テレビドラマ。視聴率8.6%。
鹿児島県熊毛郡屋久島町にある私立の通信制高等学校「屋久島おおぞら高等学校」がこのドラマのモデルになっている。

## あらすじ
神野めぐみは教師になる夢が果たせずに講師として塾で働いていたが、その塾も倒産し、恋人にも捨てられてしまい、もう後がない。そんなめぐみは「そよかぜ学園高校」の教員採用試験のために屋久島にやって来る。めぐみは屋久島で生徒とともに過ごす9日間のスクーリングで教師としての適性を試すため、クラスを任されることになる。そこには、いじめが原因で人間不信になってしまった少女、優等生だったが受験に失敗し不登校になってしまった少年、夢を失い自分のやりたいことが見つからない少女、リストラにあった中年、子持ちの植木職人など、さまざまな複雑な状況を抱えた生徒たちがいた。

## 登場人物
- 神野めぐみ：永作博美

塾の講師をクビになり、そよかぜ学園の採用試験を受け5人の生徒の担任となる。自分自身も人生に悩んでいる。
- 桜井まどか：山下リオ

いじめがきっかけで人間不信になり、そよかぜ学園の生徒となる。自殺未遂を繰り返している。
- 新見トオル：池松壮亮

成績の良い優等生だったが受験失敗をきっかけに挫折。立ち直ることができず、そよかぜ学園の生徒となる。
- 倉持由香里：岡本玲

歌手になる夢に破れ自分のやりたいことが見つからず、そよかぜ学園の生徒となる。
- 牛島泰一：林剛史

暴力行為がきっかけで高校を中退し植木屋になる。2歳の息子のために勉強を学ぼうと、そよかぜ学園の生徒となる。
- 徳田勇：尾美としのり

中学卒業後働き続けた会社からリストラされ再就職もできず、そよかぜ学園の生徒となる。
- 長谷川治：今井雅之

屋久島の保護監視員。ウミガメを守る仕事をしている。
- 小倉元子：岸本加世子

そよかぜ学園の校長。
- 前田知恵
- 草野徹
- 丸山ひでみ
- 加世幸市
- 大和田健介 - 徳田勇の息子
- 茂木和範
- 若林幸樹
- 西村いずみ ほか

## スタッフ
- 製作：MMJ、TBS
- プロデューサー：清水真由美
- 脚本：清水有生
- 演出：今井和久
- 音楽：羽毛田丈史
- サウンドデザイン：石井和之
- 技術協力：ケイ・デジタル・ネットワーク
- 美術協力：テレビ朝日クリエイト
- 編集：バウムレーベン
- 車輌：タカハシレーシング
- スタジオ：緑山スタジオ・シティ
- ロケ協力：かごしまフィルムオフィス、屋久島観光協会、折田汽船 ほか
- 学校協力：学校法人KTC学園屋久島おおぞら高等学校